# 子どもたちのインターネット利用について考える研究会
子どもたちのインターネット利用について考える研究会（こどもたちのインターネットりようについてかんがえるけんきゅうかい）は、2008年にヤフー株式会社とネットスター株式会社が共同で設立した研究会である。
子供たちをインターネットの危険から守るべく、リスク（防犯）教育や調査研究を実施するために設立された。略称は子どもネット研。

## 歴史
- 2008年4月24日 - 研究会を立ち上げ
- 2008年9月30日 - シンポジウム開催[3]
- 2008年11月24日 - 全国9ブロックでのモデル講演開始
- 2008年12月15日 - 第一期活動報告書を公開[4]
- 2009年4月9日 - 第二期活動を開始
- 2010年1月22日 - 第二期活動報告書、教材を公開[5]
- 2011年6月3日 - 第三期活動を開始
- 2012年3月14日 - 第三期活動報告書を公開
- 2012年8月9日 - 第四期活動を開始
- 2013年3月28日 - 第四期活動報告書を公開
- 2013年9月 - 第五期活動を開始
- 2014年4月22日 - 第五期活動報告書を公開
- 2014年7月11日 - 第六期活動を開始

## 活動の柱
- 業界自主規制 - 子供の利用に配慮したサービスの展開
- リスク（防犯教育） - 規範意識（情報リテラシー）を育成するための支援
- 統計・調査・基礎研究 - 本質的な問題点の探索と有効な対策の研究
- システム - 利用者を守るための補助的な手段としてのシステム対応
- 法整備 - 自主的な取り組みを後押しする役割

## 構成員
- 座長：坂元章　お茶の水女子大学副学長
- 座長代理：笹井宏益　玉川大学学術研究所特任教授
- 委員：新谷珠恵　一般社団法人東京都小学校PTA協議会相談役
- 委員：玉田和恵　江戸川大学メディアコミュニケーション学部 情報文化学科 教授
- 委員：七海陽　相模女子大学学芸学部子ども教育学科 准教授
- フェロー：井島信枝 子どもねっと会議所　代表
- フェロー：漆紫穂子　品川女子学院理事長
- フェロー：下田博次　群馬大学 名誉教授
- フェロー：竹島正　川崎市健康福祉局総合リハビリテーション推進センター所長
- アソシエイト・フェロー：宮田佳代子　フリーキャスター
- 事務局：ヤフー株式会社、ネットスター株式会社、アルプスシステムインテグレーション株式会社
- 運営協力会社：ポールトゥウィン株式会社